# Lahad Datu
Lahad Datu est une ville de Malaisie qui se trouve à l'est de l'État du Sabah, division administrative de Tawau. La ville est entourée de plantations d'huile de palme et de cacao.
En 2000, sa population était estimée à 156 059 habitants.

## Histoire
On suppose que le site est occupé depuis le XVe siècle. Des fouilles ont trouvé des céramiques en provenance de la Chine des Ming. Juste au-dessus de Lahad Dattu, se trouve le village de Lanun, connu comme une base de pirates et de trafiquants d'esclaves au XIXe siècle.
Le 11 février 2013, 235 Philippins, la plupart armés accostent la ville par bateau, déclenchant une réponse de la part des forces armées malaisiennes.